# Vératre
Veratrum
Genre
Classification APG III (2009)
Les vératres (genre Veratrum) sont des plantes herbacées vivaces, vigoureuses de la famille des Melanthiaceae anciennement placées dans les Liliaceae.

## Utilisation
Le vératre est cité (sans distinction d'espèce) dans le Dictionnaire patois-français du département de l'Aveyron comme insecticide externe pour le bétail : « Laver un veau ou tout autre animal avec une décoction de racine de vératre pour tuer la vermine. ».

## Liste des espèces
Selon ITIS (23 mai 2021) :
- Veratrum album L. - vératre blanc ou hellébore blanc ou fausse gentiane, Varaire, Véraire, Vérine[2]
- Veratrum californicum Durand
- Veratrum fimbriatum A. Gray
- Veratrum insolitum Jeps.
- Veratrum latifolium (Desr.) Zomlefer
- Veratrum nigrum L. - vératre noir[2]
- Veratrum parviflorum Michx.
- Veratrum virginicum (L.) W.T. Aiton
- Veratrum viride Aiton - vératre vert
- Veratrum woodii J.W. Robbins ex Alph. Wood

Sous-espèce :
- Veratrum album subsp. lobelianum (Bernh.) K.Richt. - synonyme Veratrum lobelianum Bernh., 1808